# Güllüce, Kozluk
Güllüce là một xã thuộc huyện Kozluk, tỉnh Batman, Thổ Nhĩ Kỳ. Dân số thời điểm năm 2011 là 240 người.